# Atilio François
Atilio François Baldi (22 de mayo de 1922 - 27 de septiembre de 1997) era un ciclista uruguayo nacido en el pueblo Juan González, departamento de Colonia, a siete kilómetros y medio de la ciudad de Carmelo.
A los 16 años compite en el Campeonato del Litoral y se erige como vencedor. Fue el 22 de marzo de 1939 cuando allí comienza su carrera como ciclista a nivel nacional. Defendía los colores del Club Ciclista Carmelo.
Después del triunfo en el Litoral desarrollado en Fray Bentos, sobre un recorrido de 100 km (50 vueltas) llegaron algunos fracasos. Intervino en el Campeonato del Interior y abandonó. “Me caí y tenía más peladuras que piel”.
En 1941 y defendiendo el Club Ciclista Carmelo, se apoderó del apodo “León de Carmelo”. Tenía 19 años cumplidos y ya mostraba sus valores de crack. También compite en esos primeros años de la década en torneos internacionales en Argentina. En 1942 compite en el torneo organizado por las víctimas del terremoto de San Juan. En 1943 gana la competencia “Mar y Sierras” y en la “Seis días” que se corrió en el Luna Park. “Estábamos corriendo y en la calle estaban pasando los tanques que ocupaban el Correo. Era un momento de crisis política en Argentina”.

## Resumen de su carrera
Atilio compitió para tres clubes: Carmelo, Veloz y Peñarol, además de la selección uruguaya. Fue campeón nacional en las más variadas categorías, excepto en velocidad. 
Ganó carreras desde 1943 a 1952 en que se retiró. Compitió en campeonatos Rioplatenses, Americanos y Mundiales. Fue ciclista Olímpico y ganó tres veces la Vuelta Ciclista del Uruguay (1946, 1947 y 1948). Fue Vicecampeón en persecución individual en el Campeonato del Mundo de Ciclismo disputado en el Parque de los Príncipes en París, Francia en 1947 y cuarto en los Juegos Olímpicos. Fue campeón Americano y Sudamericano. 
Ganó, además, el Gran Premio del Sur en 1947 y el Gran Premio de Norte a Sur y las Mil Millas Argentinas, en 1948. Obtuvo grandes triunfos en pista y ruta. Ganó las Mil Millas Orientales en 1952 defendiendo al Club Atlético Peñarol y se retiró.
François dejó el ciclismo pero siempre estuvo vinculado al deporte. Después de disputar otro campeonato mundial en París y Luxemburgo en 1952, se retira. En el Instituto de Deportes de Francia realiza un curso de entrenador de ciclismo y en 1954 dirige la selección uruguaya con la que obtiene victorias en Alemania y Venezuela.
Cuando era técnico de la selección nacional para los Juegos Olímpicos de Melbourne en 1956, renunció por una cuestión de principios. Problemas de indisciplina que iban en contra de los preceptos que adornaron la carrera deportiva de François, hicieron que se alejara.
Volvió a la dirigencia en 1965. En 1968 ocupó la vicepresidencia del Comité Organizador del Campeonato Mundial de Pista y el Campeonato Mundial de Ruta que se celebraron en Uruguay. Fue ciclista, técnico y dirigente. Un maestro que generó escuela en el ciclismo uruguayo. Un ejemplo de corrección deportiva. Atilio François, así se llama el Velódromo Municipal de Montevideo en su homenaje.
Corrió y ganó, haciendo dupla con el italiano Mario Debenidetti, las primeras 24 horas en el velódromo Municipal, en aquel entonces, con pista de asfalto.